# Nicarete brunnipennis
Nicarete brunnipennis là một loài bọ cánh cứng trong họ Cerambycidae.